# Этимологический словарь
Этимологи́ческий слова́рь — лингвистический словарь, содержащий информацию об истории отдельных слов, а иногда и морфем, то есть информацию о фонетических и семантических изменениях, которые они претерпели. Крупные толковые словари также могут содержать заметки об этимологии слов.
Так как происхождение многих слов не поддаётся точному однозначному определению, то этимологические словари фиксируют различные точки зрения и содержат ссылки на соответствующую литературу.
Некоторые этимологические словари включают информацию о группах языков и содержат реконструкцию словарного запаса праязыка и его контактов с другими реконструируемыми праязыками.

## История
Традиция составления этимологий отдельных слов берёт начало в древности. Например, на древнем востоке это «Нирукта» (санскр. िनरुक्त) Яски (ок. VI—V века до н. э.) для санскрита; старейший этимологический словарь древнекитайского языка «Шовэнь цзецзы» (кит. 说文解字, «Изъяснение письмен и толкование иероглифов»; 100 год н. э.), составленный Сюй Шэнем, а также важнейший этимологический словарь древнекитайского языка «Шимин» (кит. 释名, 釋名, «Объяснение имён»; нач. III века н. э.) авторства или филолога Лю Си (刘熙, 劉熙 (熹)) по прозвищу Чэнго (成國), или историка Лю Чжэня (劉珍); направление традиционной грамматики арабского языка «аль-иштикак» (араб. الاشتقاق‎), в частности двухтомная монография по тюркским языкам, объясняемым через арабский — «Собрание тюркских наречий» (1074 год) Махмуда аль-Кашгари.
В западной традиции такие зачатки этимологических изысканий в греческом языке приходятся на IV век до н. э. (диалог Платона «Кратил»), затем найдя своё продолжение в учении стоиков. Среди греческих лексикографов поздней античности можно выделить неоплатоника Ориона Фиванского (ум. ок. 450) — автора лексикона «Orionis Thebani Etymologicon Архивная копия от 18 октября 2020 на Wayback Machine» (греч. Ετυμολογικόν Ωρίωνος Θηβαίου) (V век), частично сохранившегося в рукописи XII или начала XIII века, послужившего основой для средневековых компиляций. Однако большие этимологии греческого составленные в алфавитном порядке появляются не ранее лексикографических трудов Константинопольского патриарха Фотия I (ок. 820—896), послуживших основой для таких сводов греческих этимологий, как «Etymologicum Genuinum» (2-я пол. IX века, Константинополь), «Etymologicum Parvum» (IX век), «Etymologicum Gudianum» (греч. Γουδιανόν Ετυμολογικόν; XI век), «Etymologicum Symeonis» (греч. Ετυμολογικον του Συμεώνος; 1-я пол. XII века), «Etymologicum Magnum» (греч. Μέγα Ετυμολογικόν; ок. 1150 года, Константинополь).
Этимология в армянской лингвистике развивалась с раннего средневековья. Среди армянских учёных занимавшихся этим вопросом были Давид Грамматик (V—VI века), Степанос Сюнеци (VIII век), Григор Магистрос (XI век) и др.
Для латинского языка первые изыскания выпадают на I век до новой эры: Варрон, придерживавшийся учения грамматистов, в методологической части своего труда «De lingua Latina» (I века до н. э.) отмечает, что этимология — это часть грамматики, которая изучает «почему и откуда явились слова» (De lingua Latina V, 2); наследие античных исследователей латинской грамматики нашло своё отражение в энциклопедическом труде «Etymologiarvm sive Originvm» (VII век) Исидора, архиепископа Севильи в вестготской Испании.
Однако этимологические словари в современном смысле появились лишь в конце XVIII века. Их предшественниками в XVI—XVII веках были: выдержавший одиннадцать переизданий «Этимологикум нидерландского языка Архивная копия от 5 июля 2018 на Wayback Machine» (лат. Etymologicvm Tevtonicæ lingvæ: sive Dictionarivm Tevtonico-Latinvm, præcipvas Tevtonicæ lingvæ dictiones et phrases Latinè interpretatas, & cum aliis nonnullis linguis obiter collatas complectens) Корнелиса Килиана (Антверпен, 1599), «Этимологикон латинского языка Архивная копия от 5 июля 2018 на Wayback Machine» (лат. Etymologicon linguæ latinæ: praefigitur ejusdem de literarum permutatione tractatus) Воссиуса (Амстердам, 1662 год), «Этимологикон английского языка» (лат. Etymologicon Linguæ Anglicanæ, Seu Explicatio Vocum Anglicarum Etymologica Ex Proprils Fontibus, Scil. Ex Linguis Duodecim) Стефана Скиннера (Лондон, 1671 год).
После установления в XIX веке законов регулярных звуковых и языковых изменений составление этимологических словарей стало одной из важных задач специалистов, работающих в области сравнительно-исторического языкознания.
В Западной Европе первым среди научных в современном понимании словарей был издан «Этимологический словарь романских языков» (нем. Etymologisches Wörterbuch der romanischen Sprachen; 1853) Фр. К. Дица, позднее славист Ф. Миклошич издал «Этимологический словарь славянских языков» (нем. Etymologisches Wörterbuch der slavischen Sprachen, 1886).
В России первые попытки приходятся на XIX век: свои этимологические разыскания попытались собрать воедино исследователи К. Ф. Рейф, Ф. С. Шимкевич, М. М. Изюмов, Н. В. Горяев, А. Н. Чудинов. Осталась в рукописи работа А. Х. Востокова «Этимологическое словорасписаніе» (1808—1809; выдержки опубликованы И. И. Срезневским и С. К. Буличем) — с громадным количеством слов, по подсчетам И. И. Срезневского, приблизительно на 40 листов мелкого набора. В начале XX века появился «Этимологический словарь русского языка» А. Г. Преображенского (1910—1916, 1949).
Наиболее авторитетным этимологическим словарём русского языка до недавнего времени считался «Этимологический словарь русского языка» М. Фасмера (1953—1958). В 1993 году стал доступен массовому читателю и специалистам-языковедам «Историко-этимологический словарь русского языка» П. Я. Черных.

## Этимологические словари как источник данных для статистических исследований
В квантитативной лингвистике выдвинуто предположение, что процессы роста в языке, следующие так называемому закону Пиотровского, соответствуют моделям роста в других научных дисциплинах. Систематическая оценка этимологических словарей, подсчёт количества вновь создаваемых слов, а также количества слов, заимствованных из других языков, дают возможность для проверки этой гипотезы. Такие исследования были проведены с успехом в различных этимологических словарях немецкого языка, особенно для заимствований.